# Águas de Março
Águas de Março (en català, "Aigües de març") és una cançó en llengua portuguesa de 1972, del compositor brasiler Antônio Carlos Jobim. La cançó va ser llançada per primer cop en la cara A del disc senzill titulat Disco de Bolso, o Tom de Jobim e o Tal de João Bosco. L'any següent, Jobim l'inclouria al seu àlbum Matita Perê. El 1974 va enregistrar-la novament en versió duet, acompanyat per Elis Regina, dintre de l'LP Ellis & Tom, que van llançar plegats.
El 2001, va ser nomenada com la millor cançó brasilera de tots els temps en una enquesta feta pel diari Folha de S.Paulo a 214 periodistes, músics i altres artistes del Brasil. En la llista realitzada per l'edició brasilera de la revista Rolling Stone, el 2009, la cançó va ocupar el segon lloc, enrere de Construção, de Chico Buarque.

## Antecedents
El 1971, un any abans de crear "Águas de Março", Tom Jobim havia sofert l'única gran persecució política en la seva vida. En una protesta contra la censura que regnava durant la dictadura militar al Brasil, Tom Jobim i alguns compositors van signar un manifest i es van retirar del Festival Internacional de la Cançó. Dotze d'ells, incloent Jobim, van ser detinguts i interrogats. Segons declaracions posteriors de Chico Buarque, Edu Lobo i Ruy Guerra, un directiu de TV Globo, que emetia l'espectacle, va insistir per tal què els compositors es retractessin i tornessin al festival. La pressió no va funcionar, però —en opinió de Chico i Ruy— va aconseguir que l'aparell repressiu del règim els enquadrés en el marc de la Llei de Seguretat Nacional. En poc temps, Tom va ser conduit a comissaria en diverses ocasions per prestar testimoni, va tenir el seu telèfon intervingut i van confiscar-li el correu postal.
La carrera musical de Jobim es diluïa progressivament conforme l'era daurada de la bossa nova anava quedant enrere. Segons les declaracions d'Edu Lobo, a Tom li molestava que «ningú escoltés els seus discos». Helena Jobim també va afirmar que el seu germà llavors feia broma dient que temia acabar amb la seva carrera «amb 80 anys, cantant Garota de Ipanema, en un circ de l'interior i ser esbroncat» pel públic. L'any 1988 va confessar a la revista Playboy que, en l'època en què va compondre la cançó, el seu metge va augurar-li que moriria de cirrosi. L'any 1992, digué al Jornal do Brasil, que l'havia escrit en un moment en què estava molt abatut, al límit, i que bevia molt.

## Lletres i música

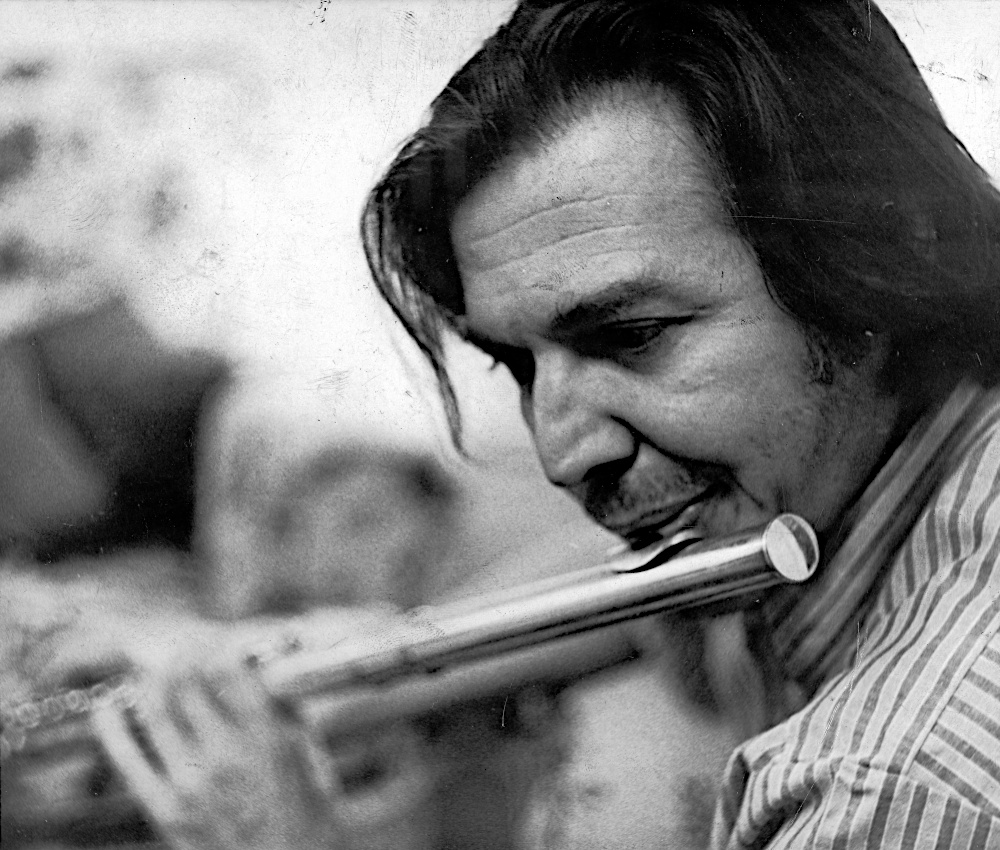
Tom Jobim, l'any 1972.

Águas de Março va ser composta per Tom Jobim el març de 1972. Va començar a treballar el tema amb guitarra a la seva finca de Poço Fundo, a São José do Vale do Rio Preto, situat a la regió muntanyosa de l'estat de Rio de Janeiro. Segons una declaració de Thereza Hermanny, l'esposa de Tom d'aleshores, la inspiració va arribar al final d'una llarga jornada de treball durant la preparació de l'àlbum Matita Perê. Allà mateix van sorgir els primers versos: É pau, é pedra, é o fim do caminho (És tronc, és pedra, és el final del camí).
En adonar-se de seguida del valor de la cançó, de bon matí, Tom va despertar la seva germana Helena i el seu cunyat per ensenyar-los-els el primer esborrany de la lletra, amb la introducció i les primeres frases, escrit amb llapis sobre un paper que havia trobat a la cuina. La família estava fent obres a la finca, construint-hi una nova residència. D'aquí provenen les referències al projeto da casa; a viga; o vão; a lenha; o tijolo chegando (el projecte de la casa; la biga; l'obertura; la llenya; el totxo arribant).
De tornada a Rio de Janeiro, va acabar la cançó en una tarda. Tan bon punt va enllestir-la, Tom va dirigir-se al bar Antonio's (la seva "segona casa") i va convidar tots els seus amics que estaven a la barra del local a atansar-se per a escoltar la nova cançó. Quan es van reunir al voltant de Tom, va treure el paper arrugat de la butxaca i tocant la guitarra, va cantar per primer cop en públic Águas de Março. L'obra va tenir almenys dues grans fonts d'inspiració. Un és el poema O caçador de esmeraldas, del poeta parnassià Olavo Bilac (Foi em março, ao findar da chuva, quase à entrada / do outono, quando a terra em sede requeimada / bebera longamente as águas da estação). També s'han referit un parell de cançons que podien haver servit d'inspiració a Jobim. És el cas de Pisa Baiana, una cançó d'estil ponto de macumba que havia enregistrat J.B. de Carvalho l'any 1938; i del tema Agua do Céu, cantat per Inara l'any 1956.
L'estructura musical s'articula mitjançant un moviment perpetuum mobile. La seva lletra s'estructura al voltant d'un sol verb (ésser), conjugat en tercera persona del singular en present d'indicatiu (é) en pràcticament tots els versos -excepte en la tornada, quan acompanya el títol de la canço, que es transforma en plural (são as águas de Março). Hi ha una alternança constant entre versos considerats optimistes i pessimistes, a més de l'ús de l'antítesi (vida / mort; sol / nit), pleonasme (vento ventando), paronomàsia (ponta / ponto; conto / conta).
La lletra té un caràcter no narratiu i fortament imaginari, constituint sèries descriptives connectades a un ampli espai semàntic. Molts elements, de caràcter general, farien referència a l'escena del lloc: pau, pedra, resto de toco, peroba-do-campo, nó na madeira, caingá, candeia, matita perê (tronc, pedra, resta de soca, peroba-do-campo, nus de fusta, caingá, candeia, cucut estriat). Águas de Março s'encaixa en un repertori de cançons ecològiques -que més tard inclouria Chovendo na roseira, Boto, Correnteza, Passarim, a més dels instrumentals Rancho das nuvens i Nuvens douradas. La lletra s'assembla a un pensament decorrent. La metàfora central es una imatge del pas de la vida quotidiana, del seu moviment continu, de la seva inevitable progressió cap a la mort -com les pluges de finals de març, que marquen el canvi d'estació al sud-est del Brasil. La lletra compra l'aigua amb una promesa de vida, símbol de renovació.
Les lletres i la música funcionen en progressions lentes i graduals, com una marea. Els efectes d'orquestració esdevenen cinematogràfics, a partir de les relacions establertes entre els elements musicals i les imatges que evoca el text. Algunes metàfores destaquen per la seva subtilesa i propietats, com la gairebé imperceptible tombo da ribanceira, que es produeix en una rara variació rítmica de la línia del contrabaix, a més de diversos moviments de crescendo i decrescendo de la secció de corda, reforçant el record de la pluja en la lletra.

## Llançament
Águas de Março es va publicar originalment com a cara-A d'un disc senzill inclòs al diari O Pasquim, el maig de 1972. La idea hauria sorgit del cantant i compositor Sérgio Ricardo, que va proposar el llançament d'un compacte que combinés, a cada costat, una cançó d'un artista consolidat, i l'altra, d'un principiant. El compacte es va titular Disco de Bolso, Tom de Jobim e o Tal de João Bosco, i portava a la cara B la cançó Agnus sei, el debut de João Bosco (composició a quatre mans amb Aldir Blanc). La cançó es va publicar, l'any següent, com a primera pista de l'LP Matita Perê. Tom Jobim va tocar el piano i la guitarra, mentre que la percussió i la bateria van ser interpretades per, Airto Moreira i João Palma.
El 1974, es va publicar una nova versió, gravada acompanyat d'Elis Regina per a l'àlbum a duo Elis & Tom. Aquesta nova gravació va aconseguir un major èxit comercial. En aquesta, es van acreditar Cesar Camargo Mariano i Tom Jobim (piano), Hélio Delmiro i Oscar Castro Neves (guitarra), Luizão Maia (baix elèctric) i Paulinho Braga (bateria).

## Versions
Águas de Março ha tingut diverses versions, tant d'artistes brasilers com estrangers. En el seu país d'origen, es van destacar els enregistraments de João Gilberto, Leny Andrade, Miúcha, Nara Leão, Joyce, Danilo Caymmi, Sérgio Mendes i d'Os Cariocas. En altres països, Waters of March, com va ser traduïda literalment, va rebre, entre d'altres, les interpretacions de Frank Sinatra, Art Garfunkel, Al Jarreau, Ella Fitzgerald i Dionne Warwick. Una versió en francès, Les Eaux de Mars, va ser interpretada per Georges Moustaki i per l'americana Stacey Kent.

### Versió anglòfona
El compositor va escriure originalment dues versions de la lletra, una en llengua portuguesa i una altra en llengua anglesa, aquesta anomenada Waters of March, i que va mantenir l'estructura i la metàfora central del significat de la lletra. Per a l'anglesa, va intentar evitar paraules amb arrels llatines, motiu pel qual té més versos que en la seva llengua materna. La lletra en anglès conserva la característica d'enumeració d'elements present en la portuguesa. No obstant això, algunes referències específiques a la cultura brasilera, tals com festa de cumeeira, les mencions a la flora autòctona i al folklore van ser omeses.
A més, la versió en llengua anglesa també assumeix un punt de vista diferenciat, més pròxim al dels oients de l'hemisferi nord. En aquest context, les aigües esmentades són les del desgel, enlloc de les tempestes de finals d'estiu a l'hemisferi sud. La "promesa de vida" del text en portuguès també va ser alterada i es va convertir en "promesa de primavera".